# TV4 (스웨덴)
TV4는 스웨덴의 민영 방송 채널이다. 이 채널이 속한 TV4-Gruppen 방송국은 스웨덴에 본사를 둔 통신사업자 텔리아 계열에 속해있다.
TV4는 1990년 스웨덴과 노르웨이에서 케이블, 위성 채널로 방송을 시작하였다. 그러다가 지상파 방송 면허를 획득하면서 1992년 스웨덴에서 지상파 방송을 시작하였다. 한편 노르웨이에서는 같은 해에 방송을 중단하였다. 2004년부터 유럽방송연맹의 회원으로 가입하였다.

## 자매 채널
- Sjuan : 준종합 채널 (구 TV4 Plus)
- TV4 Film : 영화 채널
- TV12 : 스포츠 및 라이프스타일 채널
- TV4 Fakta : 다큐멘터리 채널
- TV4 Guld
- TV4 HD

### 매각한 채널
- TV11 (구 TV400, 현 Kanal 11) : 2013년 디스커버리 커뮤니케이션즈에 매각.
- Canal9 (덴마크) : 2015년 디스커버리 커뮤니케이션즈에 매각.

### 없어진 채널
- TV4 News : 뉴스 채널 (2012~3)
- TV4 Science Fiction (2008~12) : Sci-Fi 채널. 이후 TV4 Fakta XL로 변경
- TV4 Sport Xtra (2012~4) : (구)TV4 Sport가 TV12로 재개국하면서 TV4 Sport로 변경
- TV4 Komedi (2006~17)
- TV4 Fakta XL (2012~7)
- TV4 Sport (2005~18) : 스포츠 채널. 2018년 2월 1일 Sportkanalen(2017년 10월 개국)으로 대체.